# Eucalyptus rubiginosa
Eucalyptus rubiginosa är en myrtenväxtart som beskrevs av Murray Ian Hill Brooker. Eucalyptus rubiginosa ingår i släktet Eucalyptus och familjen myrtenväxter. Inga underarter finns listade i Catalogue of Life.